# Mikael Syul
Mikael Syul (urodzony jako Blatta Mikael, słowo Syul jest przydomkiem i w języku tigrinia znaczy przebiegły, lub bystry, ur. około 1691 - zm. 23 czerwca 1779 r.) – ras i zarządca prowincji Tigraj w latach 1748 – 1771 i od 1772 do swojej śmierci. Był jedną z najważniejszych postaci w etiopskiej polityce od lat 40. do 70. XVIII wieku. Od lat 60. do początków 70. de facto samodzielnie rządził Etiopią. Jego ostatnie lata działalności zbiegły się z okresem rozbicia dzielnicowego kraju.

## Początki

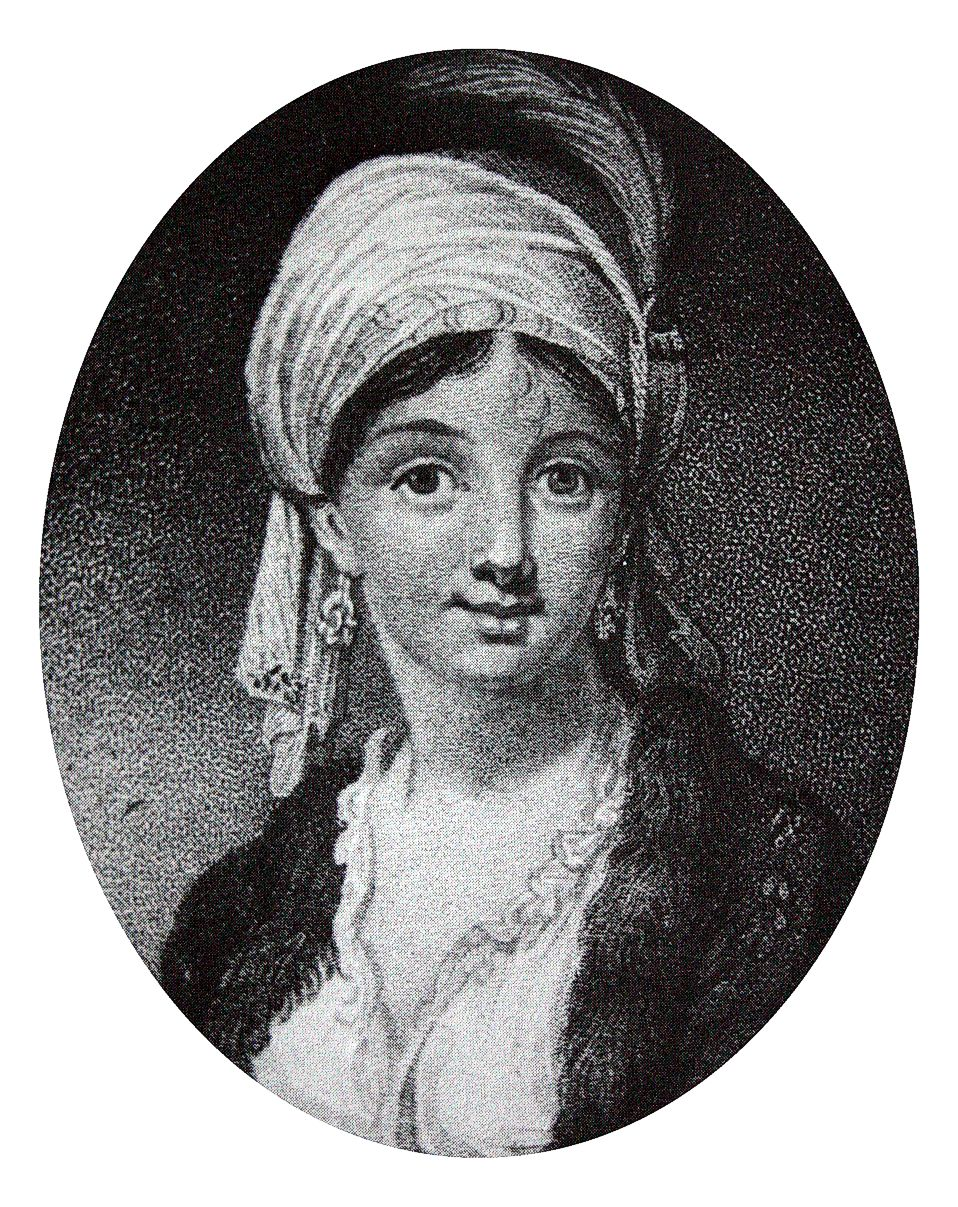
Księżniczka Aster

Mikael Syul był synem abeto Hezkyjasa Uelde Hauarjota, oraz ueizero Iszate Marjam. Jego rodzice wywodzili się z dynastii salomońskiej. Pierwszą prawowitą żoną Mikaela była ueizero Ualatta Gabrel, zmarła w Adui po 1766. Jego drugą żoną była ueizero Aster Ijasu, córka cesarzowej Myntyuab. Na początku kariery politycznej Mikael Syul został wysłany razem z cesarską delegacją do Kairu w celu przywiezienia do Etiopii nowego abuny, czyli biskupa w 1745 roku.

## Konflikt z cesarzem Jozuem II
Gdy cesarz Jozue II Kuareńczyk wyprawił się przeciwko Arkiko i Massaua, ponieważ przywódcy tych miast odpowiadali za rabowanie towarów wiezionych do Etiopii, poprosił Mikaela Syula, który był wówczas zarządcą Tambien aby zainterweniował. Syul jednak zwlekał z wyprawą i gdy cesarz wyruszył na północ, podburzył przeciwko cesarzowi plemiona Galla-Raja i Galla-Azebo. Jozue II próbował nawiązać kontakt z Mikaelem Syulem i porozumieć się z nim, jednak ten nie podejmował żadnych kroków. Dopiero gdy armia cesarska ruszyła ku Adui i gdy otoczyła górę Semajat, Mikael Syul poddał się i na znak skruchy uwiesił sobie kamień u szyi. Jozue przebaczył mu wówczas.

## Sytuacja po śmierci Jozuego II
W czasie gdy Mikael nosił tytuł dedżazmacza, został obrażony przez swojego zwierzchnika rasa Amdę Hajmanota z Hamasien podczas polowania. Mikael Syul powrócił do Adui, którą ufortyfikował i zbuntował się przeciwko Amdzie Hajmanotowi i po zwycięskiej walce zgładził go w 1755. Adua była strategicznym punktem na szlaku handlowym pomiędzy Gonderem, a Massauą. Z opłat i ceł ras Mikael był w stanie zgromadzić oddział ośmiuset muszkieterów. Stał się wówczas jednym z najpotężniejszych możnowładców Etiopii. Po śmierci Jozue II Kuareńczyka cesarzem został jego syn Joas I. Rozgorzał wówczas spór pomiędzy cesarzową Myntyuab, a wdową po Jozue. Mikael Syul został przywołany przez Myntyuab i wyruszył do Gonderu wraz z 26 tysiącami żołnierzy z obietnicą mediacji pomiędzy zwaśnionymi stronami. Później, w czasie gdy zarządcą Begiemdyru został ras Mariam Barija, Joas odwołał go ze sprawowanego urzędu, jednak był on na tyle silny, że odmówił podporządkowania się cesarzowi. Wobec nasilania się chaosu w państwie, Joas potrzebował pomocy i powołał na stanowisko zarządcy Gonderu, Mikaela Syula. Po przybyciu do stolicy na czele swoich wojsk, dostał szerokie uprawnienia i uzyskał duży wpływ na bieżącą politykę. Jego autorytet po pewnym czasie był większy niż samego cesarza. Joas widząc rosnącą przewagę Syula, na drodze dworskich intryg starał się ograniczyć jego władzę. Oficjalnie jednak cesarz był lojalny wobec swojego namiestnika. Syul w tym czasie chciał zmusić do uległości nieposłusznego zarządcę Begiemdyru - Mariama Bariję. W tym celu przeciągnął na swoją stronę popierających go dotąd możnowładców z Lasta, zapraszając ich do Gonderu. Walczący o niezależność polityczną Joas, przekornie kazał zabić Lasteńczyków, co rozwścieczyło Mikaela Syula. Mimo to udało mu się pokonać Bariję, ale konflikt pomiędzy nim, a cesarzem zaczął narastać. Syul chciał oszczędzić Bariję, jednak Joas po raz wtóry postąpił przewrotnie i skazał go na śmierć. 22 stycznia 1768 Mikael otrzymał tytuł rasa bitueddena. Z kolei w 1769 został ożeniony z córką Myntyuab - Aster, a jego syn Uelde Hajaurat z drugą córką cesarzowej - Altasz Ijasu. W tym czasie Syul otrzymał tytuł rasa.

## Zaostrzenie konfliktu z cesarzem Joasem I
Pod koniec lat 60. XVIII wieku wybuchł bunt przeciwko cesarzowi Joasowi I podniósł zarządca prowincji Damot – Fasil. Prawdopodobnie działał on jednak w prozumieniu z cesarzem, ponieważ Joasowi zależało w dalszym ciągu na osłabieniu władzy Mikaela Syula. Wojska cesarskie nie poszły na wyprawę przeciwko Fasilowi. Joas przekazał mu wiadomość, że zostanie nagrodzony w zamian za zabicie Syula. Wiadomość tę przechwyciła cesarzowa Myntyuab i przekazała Syulowi informacje na temat spisku. Wojska Fasila zostały pokonane, ale przedtem kilka oddziałów Joasa przybyło do jego obozu. Mikael Syul ostatecznie otrzymał wystarczające argumenty przeciwko cesarzowi. Siódmego maja 1769 zwołał zgromadzenie najwyższych dostojników świeckich i duchownych. W czasie trwania obrad stolica kontrolowana była tylko i wyłącznie przez jego wojska. Na otwarciu obrad oświadczył: 

Wyruszyłem na rozkaz cesarski przeciwko buntownikom. Cesarz zaś na pomoc buntownikom wysłał oddanych sobie ludzi. W czasie bitwy jeden z nich wypełniając polecenie swojego władcy usiłował mnie zabić, ale źle wycelował i zginął jeden ze znajdujących się obok mnie żołnierzy.

 Część możnowładców opowiadała się za uwięzieniem Joasa, ale ostatecznie pod naciskiem Syula uchwalono, że cesarz zasłużył na śmierć. Wyrok wykonano tydzień później. Cesarz został uduszony za pomocą szala.

## Dojście do pełni władzy
Od śmierci Joasa władza rasa Mikaela była praktycznie nieograniczona. Stał się szarą eminencją na gonderskim dworze. Nie chciał on dzielić się władzą, więc usunął wpływy członków plemienia Kuara ze wszystkich ważniejszych stanowisk. Cesarzowa Myntyuab wycofała się z polityki i zamieszkała w ufundowanym przez siebie klasztorze na wyspie Kuskuam. Kolejny wybrany cesarz Jan II – syn Bekaffy był stary i nie interesował się polityką. Był więc idealną marionetką w rękach Syula, jednak nie okazywał żadnego zainteresowania sprawami państwowymi i niechętnie pokazywał się publicznie lub wypełniał obowiązki reprezentacyjne. Z tego względu został otruty z rozkazu Syula w październiku 1769.

## Koniec rządów
Następnym cesarzem z woli Syula został syn Jana II – Tekle Hajmanot II. W grudniu 1769 Mikael Syul pokonał w bitwie pod Fagettą Fasila z Damot. We wrześniu 1770 nowy cesarz stracił tron w czasie, gdy ras Mikael opuścił stolicę Gonder i udał się do prowincji Tigraj. Susnyjos II został zamiast niego wyniesiony na tron przez innego wojennego wodza, ale został szybko obalony, gdy Mikael Syul powrócił do Gondaru 23 grudnia 1770. W czasie powrotu ras zabił członków trupy wędrownych aktorów, drwiących z niego podczas przedstawienia. W maju 1771 Syul został pokonany w trzech bitwach pod Sarbakussą przez Fasila i Uanda Beuessena. Następnie powrócił do Gondaru, ale tam czwartego czerwca otoczyły go wojska Beuessena. Uwięził on rasa Mikaela na okres roku, zaś później odesłał go do prowincji Tigraj, gdzie ten spędził ostatnie lata życia jako zarządca tej prowincji. Ras Mikael Syul zmarł 23 czerwca 1779 roku.

## Opis rasa Mikaela
Szkocki podróżnik James Bruce, który odwiedził Etiopię w latach 1769 – 1772 spotkał się z Mikaelem Syulem na audiencji w trakcie swojego pobytu w Gonderze: 

Weszliśmy do środka i ujrzeliśmy starszego człowieka siedzącego na kanapie. Jego siwe włosy uplecione były w liczne, krótkie warkoczyki. Ukazał się pełen zadumy, ale bynajmniej nie był niezadowolony. Jego twarz była szczupła, oczy szybkie i żywe, ale wydawały się zmęczone z powodu pogody. Wydawał się wysoki na sześć stóp, jednak ciężko to było dokładnie odgadnąć ze względu na to że kulał. Jego przestrzeń była całkowicie wolna od wszelkich ograniczeń, co Francuzi nazywają degadée. Z twarzy i postury przypominał mi mojego uczonego i poczciwego przyjaciela, Georges'a-Louisa Leclerca, Comte de Buffona. Nigdy w życiu nie widziałem takich dwóch osób jak oni. Musieli mieć złą fizjonomię, która nie pozwalała dostrzegać ich zdolności i wiedzy z samego wyrazu twarzy. […] Nie miał zbyt wielu okazji do wypowiadania się w innym języku i w istocie nie mówił za wiele.

## Występowanie w kulturze
Postać rasa Mikaela pojawia się we francuskim serialu animowanym pod tytułem Byli sobie odkrywcy w odcinku „Bruce i źródła Nilu”. Pod względem wyglądu fizycznego, został tam przedstawiony zgodnie z opisem pochodzącym z relacji Bruce’a, choć jest nazywany wezyrem, co akurat mija się z prawdą.